# ケニー・マクリーン
- ケニー・マクレーン

ケネス・マクリーン（Kenneth McLean、1992年1月8日 - ）は、スコットランド・サウス・ラナークシャーラザーグレン出身のプロサッカー選手。EFLチャンピオンシップ・ノリッジ・シティ所属。スコットランド代表。ポジションはMF。

## 来歴
アバディーンFC、レンジャーズFCなどのユースアカデミーを経て、2008年にセント・ミレンFCと契約。翌年トップチーム昇格した後、アーブロースFCへの1年間のローン移籍が決まり、2009-10シーズンはアーブロースFCでプレー。2010-11シーズンより正式にセント・ミレンでプレー。2010年10月17日のハミルトン・アカデミカルFC戦で初出場。以降チームの中心選手として活躍した。
2015年2月2日、アバディーンFCと3年半の契約を締結。新天地でも活躍を見せた。
2018年1月22日、ノリッジ・シティFCと3年半の契約を結び、2018-19シーズンからの加入が決定。2017-18シーズンはローン移籍の形でアバディーンに残留。翌シーズンよりノリッジに加入し、同シーズンはEFLチャンピオンシップで優勝に貢献。
初のプレミアリーグとなった2019-20シーズンの2019年9月14日のマンチェスター・シティFC戦では、プレミア初ゴールとなる先制ゴールを決め、3-2で勝利というの大金星の立役者となった。

## スコットランド代表
2010年10月にU-19のスコットランド代表に招集され、翌年にはU-21代表にも招集。2016年にフル代表初招集。3月のチェコ戦での代表初出場。2019年3月のサンマリノ戦で、代表初ゴールを決めた。
UEFA EURO 2024に選出